# Camp aleatori de Màrkov

Un exemple de camp aleatori de Màrkov. Cada vora representa la dependència. En aquest exemple: 6 depèn de 4. 1 depèn de 5 i 2. 4 depèn de 6, 3 i 5. 3 depèn de 4 i C. 2 depèn de 3, 5 i 1.

En el domini de la física i la probabilitat, un camp aleatori de Màrkov (amb acrònim anglès MRF), una xarxa de Màrkov o un model gràfic no dirigit és un conjunt de variables aleatòries que tenen una propietat de Màrkov descrita per un gràfic no dirigit. En altres paraules, es diu que un camp aleatori és un camp aleatori de Màrkov si compleix les propietats de Màrkov. El concepte prové del model Sherrington-Kirkpatrick.
Una xarxa de Màrkov o MRF és similar a una xarxa bayesiana en la seva representació de dependències; les diferències són que les xarxes bayesianes són dirigides i acícliques, mentre que les xarxes de Màrkov no són dirigides i poden ser cícliques. Així, una xarxa de Màrkov pot representar determinades dependències que una xarxa bayesiana no pot (com les dependències cícliques); d'altra banda, no pot representar determinades dependències que pot fer una xarxa bayesiana (com les dependències induïdes). El gràfic subjacent d'un camp aleatori de Màrkov pot ser finit o infinit.
Quan la densitat de probabilitat conjunta de les variables aleatòries és estrictament positiva, també es coneix com a camp aleatori de Gibbs, perquè, segons el teorema de Hammersley-Clifford, es pot representar mitjançant una mesura de Gibbs per a una mesura adequada (definida localment) funció energètica. El camp aleatori de Màrkov prototip és el model d'Ising; de fet, el camp aleatori de Màrkov es va introduir com a configuració general per al model d'Ising. En el domini de la intel·ligència artificial, s'utilitza un camp aleatori de Màrkov per modelar diverses tasques de nivell baix i mitjà en processament d'imatges i visió per ordinador.
Els camps aleatoris de Màrkov troben aplicació en una varietat de camps, que van des dels gràfics per ordinador a la visió per ordinador, l'aprenentatge automàtic o la biologia computacional, i la recuperació d'informació. Els MRF s'utilitzen en el processament d'imatges per generar textures, ja que es poden utilitzar per generar models d'imatge flexibles i estocàstics. En el modelatge d'imatges, la tasca és trobar una distribució d'intensitat adequada d'una imatge determinada, on la idoneïtat depèn del tipus de tasca i els MRF siguin prou flexibles per ser utilitzats per a la síntesi d'imatges i textures, compressió i restauració d'imatges, segmentació d'imatges, imatge 3D generada a partir d'imatges 2D, registre d'imatges, síntesi de textures, superresolució, concordança estèreo i recuperació d'informació. Es poden utilitzar per resoldre diversos problemes de visió per ordinador que es poden plantejar com a problemes de minimització d'energia o problemes on s'han de distingir diferents regions utilitzant un conjunt de característiques discriminatòries, dins d'un marc de camp aleatori de Màrkov, per predir la categoria de la regió. Els camps aleatoris de Màrkov eren una generalització sobre el model d'Ising i, des de llavors, s'han utilitzat àmpliament en optimitzacions combinatòries i xarxes.